# アンナ・J・クーパー
アンナ・ジュリア・ヘイウッド・クーパー（Anna Julia Haywood Cooper、1858年8月10日 - 1964年2月27日）はアメリカ合衆国の作家、教育者、社会学者、パブリックスピーカー、黒人解放運動家、米国の歴史上最も重要なアフリカ系アメリカ人の学者の一人である。 
奴隷とされた母のもとに生まれたクーパーは、1964年にアフリカ系アメリカ人女性として4人目となる博士号を取得 。生涯をかけて、学界、社交界で重要な地位を築く 。社会学の分野で大きな功績を残し、特にクーパーのデビュー作となる『A Voice from the South: By a Black Woman of the South』はブラック・フェミニズムの始まりとして位置付けられる。このことから、クーパーはブラック・フェミニズムの母とも称される。

## 伝記

### 幼少期
アンナ・ジュリア・クーパー（旧姓：ヘイウッド）はノースカロライナ州のローリーで奴隷の母の子供として生まれた。クーパーの母、ハナ・スタンリー・ヘイウッドは、ノースカロライナ州で長年財務官を務めたジョン・ヘイウッドの息子、ジョージ・ワシントン・ヘイウッドに奴隷として所有されていた。このことからクーパーは幼少期からヘイウッド家の使用人として仕えていた。
クーパーの生物学的な父は判明しておらず、おそらく母が奴隷として仕えたジョージか、アンナの兄が奴隷として仕えたジョージの兄弟のファビウスだと思われるが、母はクーパーに生涯このことについては語らなかった。ジョージは州検事として働き、兄弟とともにアラバマ州にプランテーションを所有し、奴隷を働かせていた。クーパーには二人の兄、アンドリューとルーファスがおり、アンドリューはのちに米西戦争で従軍し、ルーファスは奴隷として仕えたあと、スタンリーズ・バンドという音楽グループのリーダーとなった。

### 教育
奴隷解放宣言からまもない1868年、9歳になったクーパーは、自由身分となった元奴隷のための教育を目的とするセント・オーガスティンズ・ノーマル・スクールに奨学金を受けて入学する。この学校は前年に開校したばかりであった。クーパーの伝記によると、教育水準は小学校から高校程度で、技術研修も含まれたという。クーパーは計14年在校し、文系、理系の教科のどちらも意欲的で聡明な生徒としての評価を得た。クーパーは言語学（ラテン語、ギリシャ語、フランス語、英文学）を始め、数学、科学で特に好成績を残した。当時、男生徒の教育は牧師に育てる目的か四年制大学への準備が中心となっていたのに比べ、女生徒には「レディースコース」と呼ばれる比較的安易な授業が準備され、男生徒とは区別されていた。クーパーは自身の学業成績を根拠に、女生徒にも男生徒に提供される高水準の科目を提供するように要求した。また、セント・オーガスティンズの男生徒であったジョージ・A.C.・クーパーと結婚するが、ジョージは結婚から2年で死去した。
クーパーの優秀さは群を抜いており、若い学生のチューターとして働く事で学費や生活費を工面していた。卒業後も講師として学校に残り、文学、音楽などの科目を教えた。当時、女性が学校で講師となることはあまり一般的ではなく、クーパーの場合は夫の若死が継続して教育職に携わった一因になっていると考えられる。
夫の死後、クーパーはオーバリン大学に飛び級で2回生として入学。ここでも男生徒専用であったカリキュラムを修了し1884年に卒業している。また、クーパーは大学で決められている一学期3科目の限度を破り、4科目履修していた。音楽が有名であったことからオーバリン大学に惹かれたものの、在学中には望んでいたほどピアノの授業を取ることができなかった。在学中には他の黒人女性たちにも出会い、特にアイダ・ギブスやメリー・チャーチ・テレルらはそれぞれ人種問題やフェミニズムで後に名を残すこととなる。
短い間ウィルバーフォース大学で講師を務めた後、1885年にセント・オーガスティンズに戻る。1888年にはオーバリン大学から数学修士号を終了し、メリー・チャーチ・テレルらと並び黒人女性としては初の快挙となった。
1900年には、初めてヨーロッパに渡り、ロンドンで主催されたファースト・パン・アフリカン・カンファレンスに参加した。その後、パリ万国博覧会を訪れたほか、イングランド、スコットランド、フランス、ドイツ、イタリアを訪れ帰国した。

### ワシントンD.C.

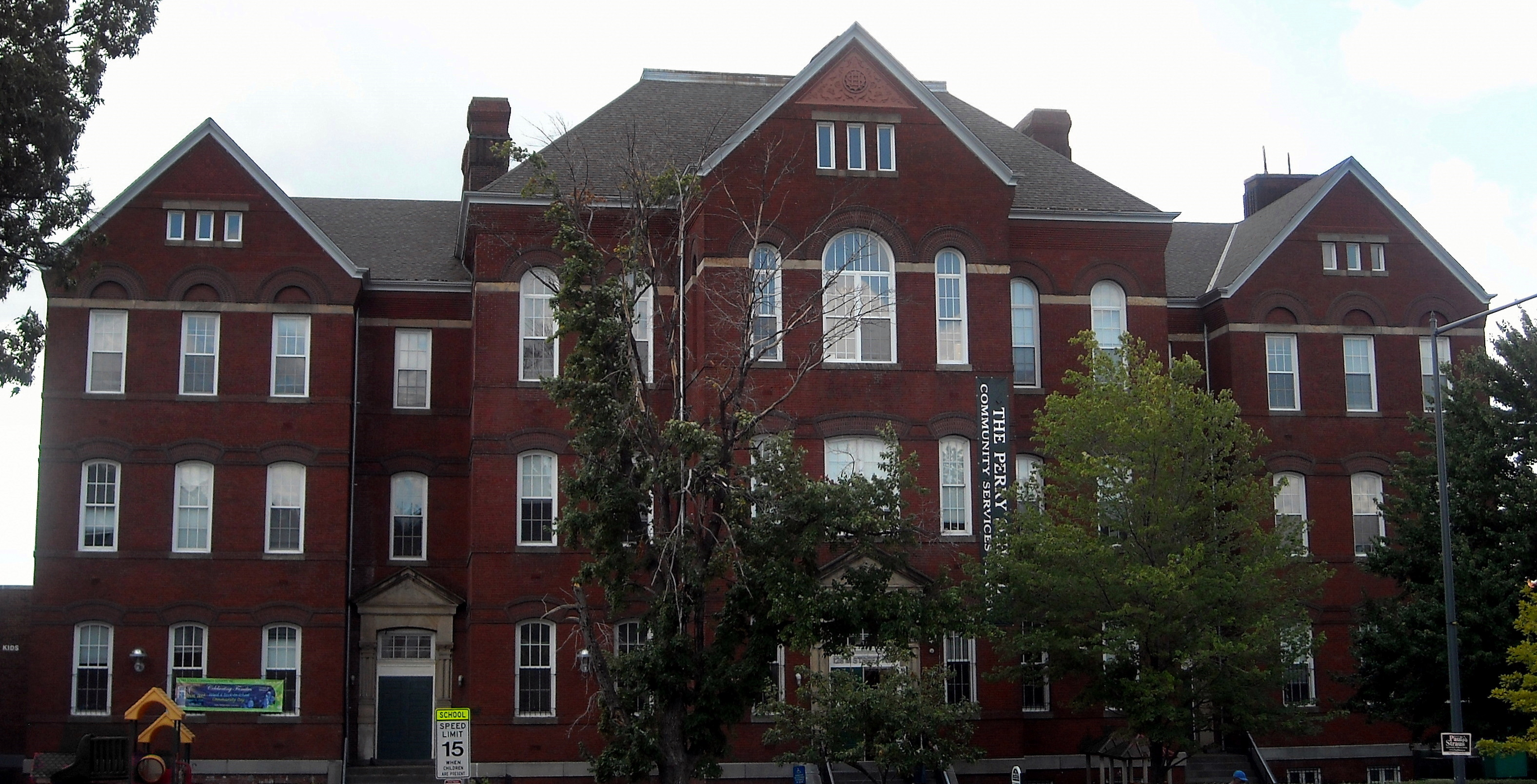
クーパーが校長を務めたM Street School

1892年にはワシントンD.C.に移り、学友であったアイダ・B・ウェルズ、ヘレン・アッポ・クック、シャーロット・フォルテン・グリムケ、メリー・チャーチ・テレル、メリー・ジェーン・ピーターソン、エヴリン・シャウなどと共に、アフリカ系アメリカ人女性の社会地位向上などを目的としたカラード・ウィメンズ・リーグを設立した。ヘレン・クックが初代の代表となった。クーパーは特に教育者であったシャーロット・グリムケと交友を深めた。
クーパーは高校でラテン語の教師として務め始め、1991年には校長になった。クーパーはW・E・B・デュボイスが支持する、高等教育に進むことを目的とする伝統的な教育論を支持したのに対して、ブッカー・T・ワシントンが提唱した技能や職業能力に直接つながる教育を目的とする派との対立で高校を一時去ることになる。後に同校に復帰している。

### A Voice from the South

1892年

クーパーは教師と校長として働く傍、デビュー作となる『A Voice from the South: By a Black Woman of the South』を執筆し、1892年に出版する。また、この時期に公民権と女性の権利についての多くのスピーチを残したことでも知られている。『A Voice from the South』は、明確にブラック・フェミニズムとして位置付けられる最初の書籍であると評される。この本において、クーパーは教育と社会的地位の向上を通して、アフリカ系アメリカ人女性が自己決定を行うことを訴えた。アフリカ系アメリカ人女性の教育、道徳、精神的な進展により、アフリカ系アメリカ人コミュニティ全体の地位向上に繋がると説いた。男性の攻撃的な態度は、高等教育の目的とズレがあり、多くの女性の知識人が教育の分野に進むことにより進展をもたらすと考えた。また、より恵まれない社会の仲間を支援するのが、教育を受け社会的な成功を収めた黒人女性の責務であるとも主張した。この他にも、人種やアメリカ合衆国の人種差別、ジェンダー、社会経済的地位や黒人家族、米国聖公会など、広いトピックにふれた。
これら一部の視点は、19世紀当時の「真の女性像」の幻想に寄り添い、家父長制に服従的だとの批判も存在するものの、19世紀のブラック・フェミニズムの最も重要な提言だと評する者も多い。

### 晩年

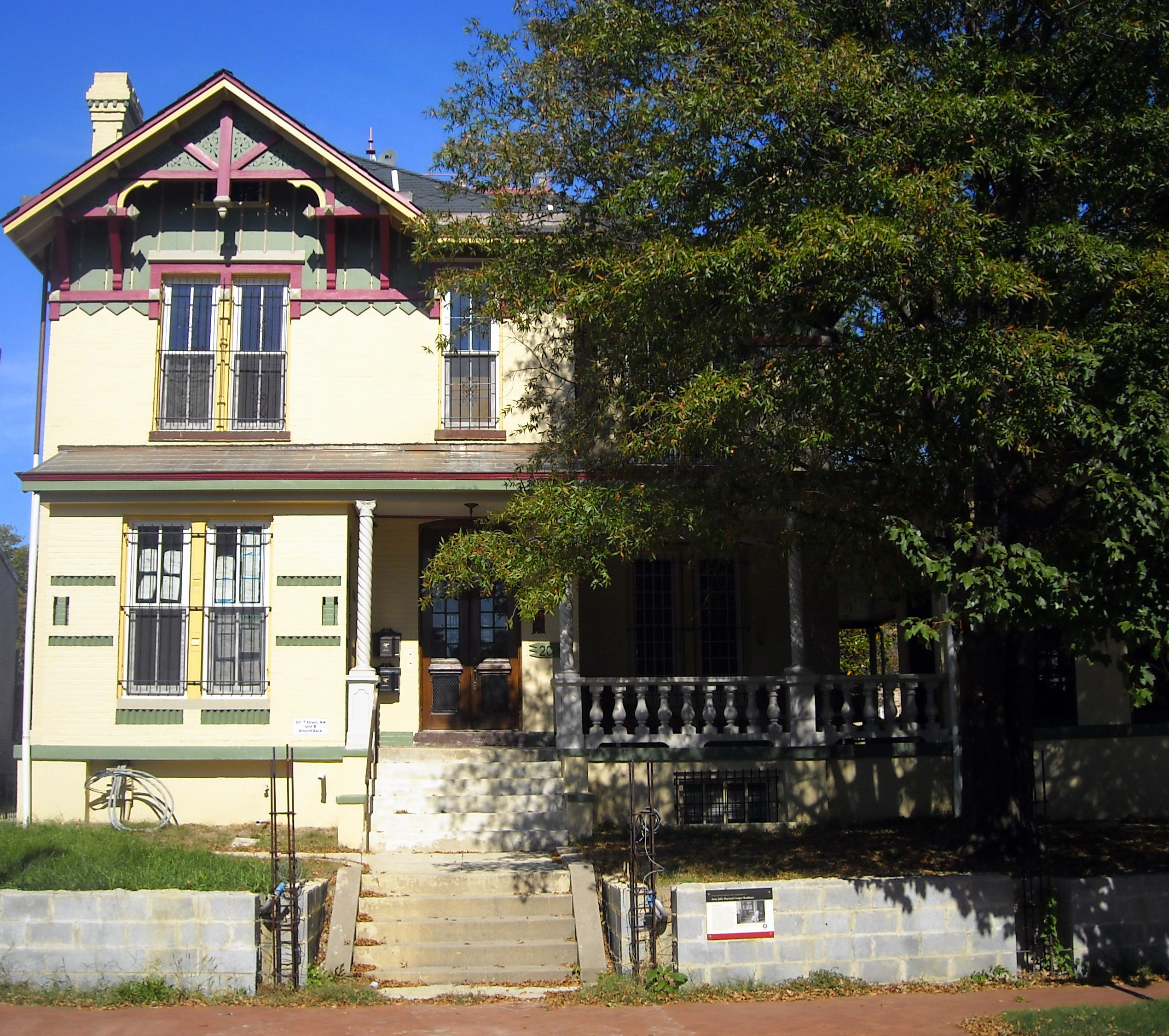
アンナ・J・クーパーの生前の家

1914年、56歳になったクーパーはコロンビア大学で博士課程の授業を履修するが、翌年には義理の姉妹の死を受けて、5人の子供を養子にとり、一時中断する。パンテオン・ソルボンヌ大学に単位を移すものの、自身の論文であるシャルルマーニュの巡礼の新版は一時受け入れられなかった。10年の研究と執筆の集大成となる博士論文では、1789年から1848年にかけての奴隷制の問題についてのフランスの態度についてまとめ、1925年に65歳の時に最終審査を終了し、博士課程を修了する。これにより、クーパーはアフリカ系アメリカ人女性としてエヴァ・ベアトリス・ダイクスなどに続いて、史上4人目の博士課程修了者となった。クーパーの博士論文は後にフランス語古典作品集の一部として出版さた。
1930年には高校教師、学長の立場から引退を表明したが、政治的な活動や執筆は晩年にかけて続けた。また、高校から引退したと同時に、フリーリングハイゼン大学の学長に就任したこの大学はワシントンD.Cに位置しており、仕事に就いているアフリカ系アメリカ人の人が高等教育を続けれるよう、定時制授業を提供する大学である。大学が不動産ローンの資金繰りに困っていたことから、クーパーは大学を自身の住居に移動し、授業を続けた。初めは学長として、後には教務課として大学に20年間、自身が90を超える歳になるまで関わった。
1964年2月27日、クーパーはワシントンD.Cで105歳で死去した。彼女の母校でもあるオーガスティン大学内にあるチャペルで葬儀が執り行われた。

### 著書
- A Voice From the South. Xenia, Ohio: Aldine Printing House. (1892)
  - Washington, Mary Helen, ed (1990). A Voice From the South. en:Oxford University Press. ISBN 9780195063233
  - Neary, Janet, ed (2016). A Voice From the South. en:Dover Publications. ISBN 978-0486805634
- Cooper, Anna J; Koschwitz, Eduard; Klein, Félix (1925). Le Pèlerinage de Charlemagne. Paris: A. Lahure. OCLC 578022221
- Cooper, Anna Julia (1988). Slavery and the French revolutionists (1788-1805). en:Lewiston, New York: en:Edgar Mellen Press. ISBN 978-0889466371. "Originally presented as the author's thesis (doctoral—University of Paris) [1925] under the title: L'attitude de la France à l'égard de l'esclavage pendant la révolution. Translated with a foreword and introductory essay by Frances Richardson Keller."
- Lemert, Charles, ed (1998). The Voice of Anna Julia Cooper: Including A Voice From the South and Other Important Essays, Papers, and Letters. en:Rowman & Littlefield. ISBN 9780847684083

## レガシー
2016年のアメリカ合衆国のパスポートの24から25ページがアンナ・J・クーパーへのトリビュートとなっている。
2009年には記念切手が発行された。また、2009年には学費が無償の私立中学校がバージニア州に開校し、クーパーの名前が冠された。
米国聖公会の聖人暦では、2月28日にクーパーが聖人として祝されている。